# Clement Virgo
Clement Virgo (* 1. Juni 1966 in Montego Bay, Jamaika) ist ein kanadischer Filmregisseur und Filmproduzent.

## Leben
Clement Virgo wurde 1966 in Montego Bay in Jamaika geboren, wuchs aber im Stadtteil Regent Park in Toronto auf. Seine alleinerziehende Mutter war mit vier Kindern nach Kanada gekommen, als Virgo elf Jahre alt war.
Im Jahr 2015 führte er bei der sechsteiligen Miniserie The Book of Negroes Regie, die auf dem gleichnamigen Roman von Lawrence Hill basiert und für die er auch das Drehbuch schrieb.
Sein siebter Spielfilm, das Filmdrama Brother nach dem gleichnamigen Roman von David Chariandy mit Lamar Johnson und Aaron Pierre in den Hauptrollen, feierte im September 2022 beim Toronto International Film Festival seine Premiere.

## Filmografie
- 1995: Rude
- 1997: The Planet of Junior Brown
- 1999: One Heart Broken Into Song
- 2000: Love Come Down (auch Produzent)
- 2005: Lie with Me – Liebe mich (Lie with Me, auch Produzent)
- 2007: Poor Boy’s Game (auch Produzent)
- 2006–2008: ReGenesis (Fernsehserie, 5 Folgen)
- 2009–2013: The Listener – Hellhörig (The Listener, Fernsehserie, 12 Folgen, auch Produzent)
- 2015: The Book of Negroes (Fernsehserie, auch Produzent)
- 2016–2020: Greenleaf (Fernsehserie, 17 Folgen, auch Produzent)
- 2022: Brother (auch Produzent)
- 2022: Dahmer – Monster: Die Geschichte von Jeffrey Dahmer (Fernsehserie, 2 Folgen)

## Auszeichnungen
Black Reel Award
- 2024: Nominierung als Bester internationaler Film (Brother)[3]

Canadian Screen Award
- 2023: Auszeichnung für die Beste Regie (Brother)
- 2023: Auszeichnung für das Beste adaptierte Drehbuch (Brother)[4]

Directors Guild of Canada Award
- 2023: Nominierung für die Beste Regie bei einem Spielfilm (Brother)[5]

London Film Festival
- 2022: Nominierung als Bester Film im Wettbewerb (Brother)[6]

Toronto International Film Festival
- 1993: Auszeichnung als Bester kanadischer Kurzfilm (Save My Lost Nigga Soul)
- 1995: Lobende Erwähnung der Jury (Rude)
- 2022: Nominierung als Bester kanadischer Film (Brother)[7]